# 黄妙珠
黄妙珠（1983年5月1日—），马来西亚退役女子羽毛球运动员。出生于霹雳州怡保，祖籍廣東。高二时开始接受专业训练，曾是马来西亚一号女单选手，丈夫是马来西亚著名羽毛球运动员拿督李宗伟。

## 簡歷
黄妙珠在2003年東南亞運動會羽毛球女子單打項目擊敗泰國球手莎拉姬·波萨娜为马来西亚夺得金牌。
2007年中國羽毛球超級賽开打，黄妙珠成为最大的黑马，她连续战胜中国女单朱琳，朱晶晶，张宁，最后在决赛打败谢杏芳，使她得到第一个公开赛冠军。
2008年，北京奥运会开幕，黄妙珠创下马来西亚女单最好成绩，第一次打进奥运会女子单打比赛8强，在8强不敌中国的卢兰。
2009年，黃妙珠在世界羽聯超級系列賽總決賽女子單打決賽中，擊敗德國球手朱利安·申克奪得冠軍。
2010年11月，黄妙珠代表馬來西亞出戰廣州亞運會，參加羽毛球比賽的女子單打及女子團體項目。
2011年4月1日，黃妙珠公佈退役消息。
2012年11月10日，黄妙珠与李宗伟結為夫妻。現時育有三子，長子李嘉謙（Kingston）在2013年4月12日出世，次子則名李凱傑（Terrance），在2015年7月9日出世。三子於2022年11月出世。

## 主要比賽成績
只列出曾進入準決賽的國際賽事成績：
| 年份   | 賽事                     | 公開賽級別 | 項目     | 成績   |
| ------ | ------------------------ | ---------- | -------- | ------ |
| 2006年 | 韓國羽毛球公開賽         |            | 女子單打 | 準決賽 |
| 2007年 | 馬來西亞羽毛球超級賽     | 超級賽     | 女子單打 | 亞軍   |
| 2007年 | 亞洲羽毛球錦標賽         | 其他       | 女子單打 | 季軍   |
| 2007年 | 法國羽毛球超級賽         | 超級賽     | 女子單打 | 準決賽 |
| 2007年 | 中國羽毛球超級賽         | 超級賽     | 女子單打 | 冠軍   |
| 2008年 | 馬來西亞羽毛球超級賽     | 超級賽     | 女子單打 | 準決賽 |
| 2008年 | 新加坡羽毛球超級賽       | 超級賽     | 女子單打 | 準決賽 |
| 2009年 | 馬來西亞羽毛球黃金大獎賽 | 黃金大獎賽 | 女子單打 | 準決賽 |
| 2009年 | 世界羽聯超級系列賽總決賽 | 超級賽     | 女子單打 | 冠軍   |
| 2010年 | 印度羽毛球黃金大獎賽     | 黃金大獎賽 | 女子單打 | 亞軍   |
| 2010年 | 馬來西亞羽毛球黃金大獎賽 | 黃金大獎賽 | 女子單打 | 準決賽 |
| 2011年 | 德國羽毛球黃金大獎賽     | 黃金大獎賽 | 女子單打 | 準決賽 |

| 2007-2017年 | 首要超級賽 | 超級賽 | 黃金大獎賽 | 大獎賽 | 國際挑戰賽 | 國際系列賽 | 未來系列賽 | 其他 |

### 奧運會和世錦賽參賽紀錄
|          | 2003 | 2004 | 2005 | 2006 | 2007 | 2008 | 2009 | 2010 |
| -------- | ---- | ---- | ---- | ---- | ---- | ---- | ---- | ---- |
| 女子單打 | 32強 | －   | 32強 | 16強 | 8強  | 8強  | 32強 | 32強 |

## 访谈
- 【我的奥林匹克】黄妙珠[永久]